# Andy Newman
Andy Newman (21 de novembro de 1942 - 29 de março de 2016) foi um multi-instrumentista britânico, mais conhecido pelo envolvimento com a banda Thunderclap Newman no final da década de 1960.
No único álbum de estúdio do grupo, Hollywood Dream, ele tocou piano, saxofone, oboé, tin whistle, glockenspiel, kazoo, flauta e pratos, entre outros.
Voltou aos palcos com o Thunderclap Newman em 2010, com uma apresentação no Con Clube em Lewes, Sussex. A nova formação da banda trazia Tony Stubbings (baixo), Nick Johnson (guitarra), Mark Brzezicki (ex-Big Country, bateria) e Josh Townshend (sobrinho de Pete Townshend, na guitarra rítmica e vocais). Outras datas foram marcadas para 2011, com o grupo abrindo os concertos do Big Country em uma excursão pelo Reino Unido.